# Liste von Basketballvereinen in Irland
Diese Liste ist eine Aufstellung von Basketballvereinen in Irland.
| Verein                                                         | Logo | Ort                    | Nationale Meisterschaften                                        | Sportstätte                                                | Sonstiges und Webadresse         | Belege               |
| -------------------------------------------------------------- | ---- | ---------------------- | ---------------------------------------------------------------- | ---------------------------------------------------------- | -------------------------------- | -------------------- |
| UCC Demons                                                     |      | Cork                   | 1974, 1981, 1984, 1989, 2005, 2009, 2015, 2016                   | Mardyke Arena                                              |                                  | [ 1 ] [ 2 ]          |
| Ballincollig (Irish Guide Dogs)                                |      | Cork                   | 2023                                                             | MTU Arena                                                  |                                  | [ 3 ] [ 2 ]          |
| Belfast Star / Star of the Sea                                 |      | Belfast                | 1998, 1999, 2020                                                 | De La Salle College Newforge Sports Complex                | Nordirland                       | [ 4 ] [ 2 ]          |
| BC Neptune                                                     |      | Blackpool, Cork        | 1983, 1985, 1986, 1987, 1988, 1990, 1991, 1995, 1997, 2000, 2003 | Neptune Stadium                                            |                                  | [ 5 ] [ 6 ] [ 7 ]    |
| Templeogue                                                     |      | Dublin                 | 2017                                                             | National Basketball Arena Nord Anglia International School |                                  | [ 8 ] [ 9 ]          |
| Kubs BC                                                        |      | Dublin, Greendale      |                                                                  | Carroll Arena                                              |                                  | [ 10 ]               |
| UCD Marian                                                     |      | Dublin, Belfield       | 1978, 2018                                                       | UCD Sports Centre                                          |                                  | [ 11 ] [ 12 ]        |
| St. Vincent’s (DCU Saints)                                     |      | Glasnevin, Dublin      | 1979, 1994, 2006                                                 | St. Vincent’s C.B.S.                                       |                                  | [ 13 ] [ 14 ]        |
| Éanna                                                          |      | Rathfarnham, Dublin    | 2024                                                             | Coláiste Éanna                                             |                                  | [ 15 ] [ 2 ]         |
| Swords Thunder                                                 |      | Dublin                 |                                                                  | ALSAA Sports Complex                                       | aufgelöst                        | [ 16 ]               |
| Killester                                                      |      | Dublin                 | 1975, 1976, 1977, 2001, 2007, 2010, 2011, 2014                   | IWA Sports Hall Oblate Hall                                |                                  |                      |
| Maree (University of Galway-Maree)                             |      | Galway                 |                                                                  | Kingfisher, NUIG                                           |                                  | [ 17 ] [ 2 ]         |
| BC Moycullen                                                   |      | Galway                 |                                                                  | Kingfisher, NUIG                                           |                                  | [ 18 ]               |
| Ulster University                                              |      | Jordanstown            |                                                                  | Jordanstown Sports Village                                 | Nordirland                       | [ 19 ] [ 20 ] [ 21 ] |
| Ulster Elks BC                                                 |      | Jordanstown            |                                                                  | Ulster University Sports Centre                            | Nordirland                       |                      |
| FloMAX Liffey Celtics                                          |      |                        |                                                                  |                                                            |                                  | [ 22 ]               |
| Mater Private Malahide                                         |      |                        |                                                                  |                                                            |                                  | [ 23 ]               |
| SETU Waterford Wildcats                                        |      |                        |                                                                  |                                                            |                                  | [ 22 ]               |
| Ballina                                                        |      | Ballina                | 1992                                                             |                                                            |                                  |                      |
| Pyrobel Killester Dublin                                       |      | Dublin                 |                                                                  |                                                            |                                  | [ 24 ] [ 2 ] [ 25 ]  |
| Killarney Cougars BC (gegründet 1995)                          |      | Killarney              |                                                                  | Pres Gym Killarney                                         | http://www.killarneycougars.com/ | [ 26 ] [ 27 ]        |
| Killarney                                                      |      | Killarney              | 1980, 1982                                                       |                                                            |                                  |                      |
| Waterford Crystal                                              |      |                        | 2002                                                             |                                                            |                                  |                      |
| North Monastery                                                |      | Cork                   | 1993                                                             |                                                            |                                  |                      |
| Killorglin / KCYMS                                             |      | Killorglin             |                                                                  | Killorglin Sports Complex                                  |                                  | [ 28 ] [ 29 ]        |
| UL Eagles Limerick                                             |      | Limerick               | 2012, 2013                                                       | University of Limerick’s Sport Arena                       |                                  | [ 30 ]               |
| Limerick Sport Eagles                                          |      | Limerick               |                                                                  |                                                            |                                  | [ 31 ] [ 32 ]        |
| Sligo All-Stars                                                |      | Sligo                  |                                                                  | Mercy College                                              |                                  | [ 33 ] [ 2 ]         |
| Hibernia Basket                                                |      | Tallaght, South Dublin |                                                                  | National Basketball Arena                                  |                                  | [ 34 ]               |
| Shamrock Rovers Hoops / Big Al’s Notre Dame / Denny Notre Dame |      | Tallaght, Dublin       |                                                                  | National Basketball Arena                                  | aufgelöst 2010                   | [ 35 ]               |
| Tralee Warriors                                                |      | Tralee                 | 2019, 2022                                                       | Tralee Sports Complex                                      |                                  | [ 36 ] [ 2 ]         |
| Tralee Tigers                                                  |      | Tralee                 | 1996, 2004, 2008                                                 |                                                            | aufgelöst 2008/09                | [ 37 ]               |

Diese Tabelle erhebt keinen Anspruch auf Vollständigkeit.